# لاس ساليناس
بلدية لاس ساليناس (بالإسبانية: Las Salinas) هي بلدية تقع في منطقة جزر البليار شرق إسبانيا.

## الديموغرافيا
بلغ عدد سكان بلدية لاس ساليناس 5.272 نسمة عام 2011 (وفقاً للمعهد الوطني للإحصاء الإسباني).
| 3.009 | 3.370 | 3.930 | 4.290 | 4.755 | 5.270 | 5.272 |

## أعلام
- لويس ماس